# Михайлівка (Лозівська міська громада)
Миха́йлівка — село в Україні, у Лозівській міській громаді Лозівського району Харківської області. Населення становить 242 осіб. До 2020 орган місцевого самоврядування — Катеринівська сільська рада, з 31 серпня 2018 року - Катеринівський старостинський округ Лозівської міської громади..

## Географія
Село Михайлівка знаходиться на лівому березі річки Бритай, вище за течією примикає гребля Бритайського водосховища, на протилежному березі — село Довгове.

## Історія

### Заснування села
У XVIII столітті на берегах річки Бритай стояли зимівники козаків Орільської паланки. Після ліквідації Запорізької Січі колишні козацькі землі отримали у власність представники вищих кіл, у тому числі і відставний харківський полковник Матвій Прокопович Куликовський. Йому дісталася ділянка від правого берега річки Лозова до лівого берега  річки Бритай. На місці одного із зимівників на лівому березі Бритая Матвій Куликовський заснував село, яке різні джерела називають то Матвіївкою, то Куликовкою.
Перша письмова згадка про нього знаходиться у переписі населення Російської імперії за 1782 рік. «Ведомости Екатеринославского наместничества… последней 1782 года ревизии» повідомляють: «Розданные для заселения земли пустошей и чьи именно… Павлоградский уезд… Деревни Матвеевка (Ивановка) – полк. Куликовского». Згідно з інструкцією азовського губернатора Василя Черткова про розподіл земель той, хто отримав земельну ділянку, повинен був на кожні 1500 десятин виділеної землі оселити 13 родин. Але  Матвій Куликовський на своїх 7217 десятинах у 1782 р. оселив тільки 16 родин, всі інші землі (а це приблизно 7 тисяч гектарів землі) довгий час залишалися незаселеними, у тому числі територія сучасних Лозової та Катеринівки. У перші роки свого існування Михайлівка (тоді Матвіївка) мала 6 дерев’яних будинків і 10 мазанок, а населення налічувало всього 100 чоловік.
У 1787 році у Матвіївці мешкали 116 селян, за маєтком числилося 6900 десятин "удобной" землі, і 317 "неудобной".
У 1795 році Куликовський вже мав на березі Бритая "для приезду дом господской деревянной", два вітряки і три "заводи" по розведенню коней, овець і рогатої худоби. Жило на той час у маєтку 302 людини.

### XIX століття
У XIX столітті маєтком володіли сини Матвія Куликовського: спершу Дмитро, потім  Михайло. Останній теж був відставним полковником, замолоду служив ад’ютантом у Суворова. За його панування село переіменували на Михайлівку. На честь господаря маєтку було названо і Архангело-Михайлівський храм, збудований у селі в 1823 році.
Хоч родина Куликовського постійно жила у селі Рокитне поблизу Мерефи, але до Михайлівки він наїжджав часто, адже у цьому маєтку мав один з кращих у губернії кінний завод.  
Михайло Куликовський був одружений кілька разів. Інтернет-джерела називають різні імена, але за твердженням його рідного онука, М.М.Герсеванова, першою дружиною Михайла Куликовського була Катерина Макарівна Манучарова. Після смерті Михайла Куликовського у 1832 році маєтком володіли спершу одна з його шести доньок Любов Михайлівна (у шлюбі Мартинова, згодом Галяміна), а згодом її племінник Ніктополеон Герсеванов.
У 1859 році село налічувало 84 двори, мало 594 мешканці..
Станом на 1886 рік у селі, центрі Михайлівської волості Павлоградського повіту Катеринославської губернії, мешкало 635 осіб, налічувалось 137 дворових господарства, існували православна церква та лавка.

### XX століття
На початку 20 століття Михайлівка ввійшла до складу Катеринівської волості. 1 березня 1909 року у селі  відкрилася лікарська дільниця на 15 ліжок, у якій працювали лікар Ф.Є.Матвєєв, фельдшер, акушерка і була ще відкрита вакансія фельдшерки-акушерки.
У 1911 році село нараховувало  145 дворів, 829 мешканців. Працювали дві школи: земська і церковно-приходська..
Після  подій 1917 року в селі почали облаштовуватися заклади культури. У 1919 році з тих книг, що збереглися в селі, була створена бібліотека (хата-читальня). Спочатку вона розміщувалася в колишньому панському будинкові, потім у будинку священника. Першим її завідувачем став Феофан Лазарович Шевченко. У 1920 році в селі організували клуб. Серед перших учасників художньої самодіяльності були О.П.Озеров, О.Є.Гамора, М.Борщов, Н.Г.Лебеденко, П.Тарасенко та інші михайлівці.
У 20-х роках 20 століття Михайлівка стала центром Михайлівської сільської ради, до якої входили  сама Михайлівка, Братолюбівка, Софіївка, хутори Герсеванівський, Козлова (згодом село Анастасівка), Кандзюбівський, Лагоди, Лісовський, Ново-Олексіївський, Протопопівський, Терновий і Терпенівський. У 1924 році село налічувало 192 двори, де мешкали 1200 людей. Село мало магазин сільськогосподарського кредитного товариства, 1 тепловий (паровий) млин і два вітряки, 2 кузні, 2 протипожежні бочки, 2 протипожежні насоси. У селі працювали  амбулаторія, школа соцвиху, хата-читальня.
У 1926 році на Михайлівській медичній дільниці працювало 4 медики, обслуговувалися 21 тисяча чоловік.  Того ж 1926 року у Михайлівці на кошти самообкладання було збудовано новий сільський клуб. На його відкриття приїжджав голова ВУЦВК Г.І.Петровський. Було створено чоловічий вокальний ансамбль. У кінці 20-х років його керівником була Мотрона Панасівна Шевченко, а з повоєнних років до середини 60-х років XX ст. - завідувач клубу Михайло Наумович Шевченко.  З часом ансамбль перетворився на чоловічий народний хор, який виступав в Лозовій, і в Харкові, і в Києві, брав участь у одній з музичних телепередач. Газета «Советская культура» писала: «Песни его знают по всей Украине – дважды был он лауреатом республиканских смотров. Хор сейчас в прекрасном состоянии. Виртуозное, чисто украинское многоголосие заставляет вас забыть о том, что это любители».

#### Колективізація. Голодомор
У 1926 році у селі організували ТСОЗ, головою якого обрали А.Бушуя - колишнього наймита поміщиці Герсеванової. Через деякий час ТСОЗ приєднався до колгоспу "Радянське село", а А.Бушуя призначили відповідальним за громадське харчування.
Методи проведення суцільної колективізації викликали спротив у михайлівських селян.  У 1929 році селом поширювалися протестні листівки.  Кілька мешканців села, і в тому числі учні Михайлівської семирічки, були заарештовані. У звітах ГПУ за 1930 рік згадується: «В с. Михайловка Лозовского района члены СОЗа в связи с переходом в артель умышленно бьют на лом вполне пригодные к работе сельскохозяйственные машины и сдают  Рудметаллторгу».
Колгосп «Радянське село» був утворений у Михайлівці у 1929 році. У 1931 році було проведено укрупнення колгоспів, і до Михайлівки приєдналися села Сосипатрівка (Довгове), Братолюбівка та Анастасівка. Через рік з’ясувалося, що укрупнення себе не виправдало, і взимку 1932-1933 років колгосп "Радянське село" знову розділили на 4 господарства. 

У 1930 році до Михайлівської сільради входили села Михайлівка (195 дворів, за результатами перепису 1926 року 986 жителів), Братолюбівка (65 дв., 317 жит.), Настасіївка (Нарців) (27 дв., 117 жит., Сосипатрівка (Довгове) (35 дв., 218 жит.), Софіївка (38 дв., 197 жит.)та хутори Базарний (2 двори, 9 жит.), Герсеванівський (24 дв., 134 жит.), Кандзюбівський (26 дв., 143 жит.), Лагоди (2 дв., 12 жит.), Лісовський (8 дв., 37 жит.), Ново-Олексіївський (35 дв., 195 жит.), Протопопівський (26 дв.,126 жит.), Терновий (13 дв., 70 жит.) та Терпенівський (12 дв., 79 жит.).  Всього сільська рада налічувала 508 домогосподарств та 2640 мешканців.
Згідно з Мартирологом Національної Книги пам′яті жертв Голодомору 1932–1933 pp. в Україні, укладеним за Книгами актів реєстрації цивільного стану, у селах Михайлівської сільської ради (Михайлівка, Братолюбівка, Настасівка, Новомиколаївка, Софіївка, хутір КСТ) у 1933 році померли 46 людей. Про смертність у 1932 році відомостей немає.

#### Друга світова війна
11 жовтня 1941 року Михайлівка була окупована нацистськими військами, її кілька разів звільняли та знову окуповували. З лютого по червень 1943 року на території села діяв ПГ (ХППГ) - польовий госпіталь (хірургічний польовий пересувний госпіталь) № 177. Його палати  були розташовані у приміщеннях сільських лікарні та школи. У лютому 1943 року, під час запеклих боїв за Лозову, у госпіталі знаходилося близько 400 поранених. Під час наближення нацистських військ почалася евакуація, але встигли вивезти тільки дві машини з пораненими, бо шляхи евакуації були перехоплені ворогом. Близько 50 поранених, які могли пересуватися, медичний персонал вивів за територію госпіталю, а місцеві жителі допомогли їм заховатися на горищах будинків та у підсобних приміщеннях. 28 лютого на територію госпіталю увірвалися ворожі війська. У лікарні нацисти розстріляли поранених з автоматів. Палати ж, що розташовувалися у школі, закидали через вікна гранатами. 
За даними Книги Скорботи України, з  250 важкопоранених бійців і командирів 1 гвардійського танкового корпусу, що перебували на лікуванні в госпіталі, було вбито 209 чоловік.
Після того, як нацисти полишили територію госпіталю, працівники лікарні разом з місцевими жінками та дівчатами, що їм допомагали, перенесли тих, хто вижив, до амбулаторії, а потім до лікарні. Разом з тими, кого вдалося сховати до наступу, медики врятували 85 поранених. Серед рятівників - головний лікар госпіталю А.С. Кропивко, лікар П.І.Коновалов, медсестри, санітарки та михайлівські жінки Н.А.Дорошенко, Н.А.Кузнєцова, У.Бушуй, Ф.Ф.Анісімова, О.В.Пелипей, Н.Ф.Сидоренко, М.Ю.Дмитрусенко, П.А.Отченашенко, Г.Ф.Солодова, О.Я.Єременко, О.І.Сластієнко, Г.І.Шевченко, Р.Давидчук та ін.
За червоноармійськими книжками, партквитками та медичними картами, що збереглися після погрому, головному лікарю госпіталя А.С.Кропивко вдалося встановити імена лише 31 загиблого, інші досі лишаються невідомими. 
Місцева жандармерія контролювала лікарню, тому поранених воїнів лікували під виглядом цивільних. Щоб вберегти солдатів від таборів, легкопораненим накладали фальшиві шини, декого з солдатів місцеві жителі називали своїми родичами. Вилікувані військовослужбовці потай переходили лінію фронту, важкопоранених вдалося вберегти до 15 вересня 1943 року, коли Михайлівку було визволено від окупантів.
У грудні 1950 року колгосп «Радянське село» разом з іншими колгоспами Михайлівської сільради був приєднаний до катеринівського колгоспу ім. Орджонікідзе.
1 серпня 1954 р. Михайлівську сільську раду було об’єднано з Катеринівською. Села Михайлівської сільради ввійшли до складу  Катеринівської сільської ради,

### Незалежна Україна
У 1997 році рішенням Харківської обласної ради від 25 грудня 1997 року до Михайлівки було приєднано сусіднє село Настасівка
12 червня 2020 року, відповідно до Розпорядження Кабінету Міністрів України  № 725-р «Про визначення адміністративних центрів та затвердження територій територіальних громад Харківської області», увійшло до складу Лозівської міської громади.
17 липня 2020 року, в результаті адміністративно-територіальної реформи та ліквідації колишнього Лозівського району (1923—2020), увійшло до складу новоутвореного Лозівського району Харківської області.

## Релігія
У 1823 році в селі був збудований дерев’яний однопрестольний православний Архангело-Михайлівський храм, названий на честь власника села Михайла Матвійовича Куликовського. У 1867 році храм був "запечатаний" через ветхість, але в 1868 році оновлений парафіянами і знову відкритий. У 1908 році при храмі працювала граматична школа у селі Веселе, збудована на кошти громади. Настоятелем храму у 1904-1908 роках був о.Павло (Чехранов) 28 років, батько трьох дітей. Псаломником був його ровесник Юхим Кравченко, теж батько трьох дітей. При церкві була бібліотека на 100 книг. До парафії входили село Веселе та два хутори: Ново-Терпенівській і Лагода. На початку 30-х років XX століття був зруйнований.
У 1911-1913 роках настоятелем храму був о. Михайло (Маяковський), псаломником - той самий Юхим Кравченко, у 1913 році батько п’ятьох дітей.
На початку 30-х років XX століття Архангело-Михайлівський храм було знищено спеціально створеною у районі бригадою комсомольців. Хрест на куполі знімали за допомогою трактора з Лозівської МТС.

## Особи
- Шевченко Андрій Іванович (1925 - ?) – Герой Радянського Союзу. По закінченні 8 класів працював слюсарем у Луганську. На фронті став командиром стрілецької роти, очолював групу розвідників. З боями пройшов Молдавію, Румунію, Угорщину, Чехословаччину, тричі був важко поранений. За мужність, проявлену у боях на угорській землі, Указом Президії Верховної Ради СРСР від 24 березня 1945 року Андрію Івановичу Шевченку було присвоєно звання Героя Радянського Союзу. Також був нагороджений орденом Леніна, орденом Вітчизняної війни І ступеня, медалями, у тому числі й «За перемогу над Японією». Після закінчення війни А.І. Шевченко залишився на понадстрокову службу, після демобілізації у 1966 році опанував професію інженера-будівельника. Постійно мешкав у Ворошиловграді (Луганську).[42]
- Солодов Олексій Макарович – один з перших трактористів Лозівської МТС, член колгоспу (артілі) «Радянське село», делегат II-го Всесоюзного з’їзду колгоспників-ударників (лютий 1935 року), був обраний до президії з’їзду і входив до складу комісії по розгляду проекту Примірного статуту сільськогосподарської артілі.http://istmat.info/node/49459
- Огаренко Панас Омелянович – Заслужений механізатор сільського господарства Української РСР, бригадир тракторної бригади Лозівської МТС, з весни 1958 року – колгоспу імені Орджонікідзе. Орден Трудового Червоного Прапора.
- Дукачов Олексій Данилович, механізатор, орден Трудової Слави III ступеня (1976).
- Журавель Костянтин Михайлович, механізатор, орден «Знак Пошани» (1966)
- Кузнецов Микола Володимирович, коваль, орден Трудового Червоного Прапора (1977).
- Семитоцький Анатолій Іванович, механізатор, медаль «За трудову доблесть» (1981).
- Семитоцький Микола Іванович, механізатор, орден Трудового Червоного Прапора (1976), медаль «За трудову доблесть».
- Семитоцький Петро Евтропович, бригадир, медаль «За трудову доблесть».[43]

## Пам'ятки та пам’ятники

### Кургани
Поблизу села Михайлівка знаходяться 5 курганів. Один з них розташований за 1 км на північний захід від села Михайлівка, 4 - поблизу колишнього с. Настасівка: за 1,5 км на північний схід від села, та за 0,2 км на схід від його південної околиці. Кургани внесено до Списку пам'яток Лозівського району

### Михайлівський ентомологічний заказник
Ентомологічний заказник місцевого значення «Михайлівський» — об'єкт природно-заповідного фонду Харківської області.

### Балка Михайлівська
Балка Михайлівська, ботанічний заказник місцевого значення

### Братська могила загиблих воїнів
Братська могила радянських воїнів,  занесена до переліку Пам'яток історії Лозівського району. Пам’ятник виробництва Харківської скульптурної фабрики встановлено у 1957 році, реставровано у 1991 році.
За даними облікової картки військового поховання, у братській могилі розміром 10х12 м знаходяться тіла військовослужбовців, які у січні-березні 1942 року, лютому-березні та вересні 1943 року загинули або померли від ран на території сіл Михайлівка, Братолюбівка, Довгове та Настасівка Лозівського району Харківської області.
Всього поховано 524 загиблих воїна, з них встановлено прізвища 82-х. Облікова карта військового поховання надає 43 імені, Книга Пам’яті України надає імена 39 воїнів, долі яких було встановлено пізніше.
| Список воїнів, чиї імена занесено до облікової картки | Список воїнів, чиї імена занесено до облікової картки | Список воїнів, чиї імена занесено до облікової картки | Список воїнів, чиї імена занесено до облікової картки | Список воїнів, чиї імена занесено до облікової картки | Список воїнів, чиї імена занесено до облікової картки | Список воїнів, чиї імена занесено до облікової картки |
| №                                                     | Прізвище                                              | Ім’я                                                  | По батькові                                           | Рік народження                                        | Військове звання                                      | Дата загибелі                                         |
| ----------------------------------------------------- | ----------------------------------------------------- | ----------------------------------------------------- | ----------------------------------------------------- | ----------------------------------------------------- | ----------------------------------------------------- | ----------------------------------------------------- |
| 1.                                                    | Абралієв                                              | Маталі                                                | -                                                     | -                                                     | рядовий                                               | 15-09-1943                                            |
| 2                                                     | Арифулін                                              | Сафа                                                  | Абдулович                                             | 1919                                                  | мол. лейтенант                                        | 02-10-1941                                            |
| 3                                                     | Афанасьєв                                             | Семен                                                 | Миколайович                                           | -                                                     | рядовий                                               | 15-09-1943                                            |
| 4                                                     | Бармін                                                | Олександр                                             | Пантелійович                                          | 1914                                                  | гв. майор                                             | 25-02-1943                                            |
| 5                                                     | Бєлавін                                               | Анатолій                                              | Григорович                                            | -                                                     | гв. лейтенант                                         | 15-09-1943                                            |
| 6                                                     | Болтобеков                                            | Маді                                                  | -                                                     | -                                                     | рядовий                                               | 02-03-1943                                            |
| 7                                                     | Ваксман                                               | Роман                                                 | Мойсейович                                            | 1924                                                  | мол. лейтенант                                        | 15-09-1943                                            |
| 8                                                     | В’ялов                                                | Іван                                                  | Григорович                                            | 1907                                                  | сержант                                               | 10-02-1942                                            |
| 9                                                     | Герасименко                                           | Іван                                                  | Іванович                                              | -                                                     | ст. сержант                                           | 16-09-1943                                            |
| 10                                                    | Дмитрієв                                              | Микола                                                | Єфремович                                             | 1921                                                  | -                                                     | -                                                     |
| 11                                                    | Дурнєв                                                | Леонід                                                | Олексійович                                           | -                                                     | сержант                                               | 22-02-1944                                            |
| 12                                                    | Задорожний                                            | Костянтин                                             | Андрійович                                            | 1908                                                  | -                                                     | помер від ран 1946                                    |
| 13                                                    | Залинський                                            | Яків                                                  | Арсентійович                                          | 1902                                                  | -                                                     | 22-01-1942                                            |
| 14                                                    | Зверєв                                                | Олексій                                               | Олексійович                                           | 1919                                                  | рядовий                                               | 27-02-1943                                            |
| 15                                                    | Іванов                                                | Микола                                                | Володимирович                                         | 1923                                                  | рядовий                                               | 25-08-1943                                            |
| 16                                                    | Ізюмов                                                | Яків                                                  | Ізгияйович                                            | 1920                                                  | рядовий                                               | 15-09-1943                                            |
| 17                                                    | Карпов                                                | Петро                                                 | Іларіонович                                           | 1918                                                  | рядовий                                               | 18-09-1943                                            |
| 18                                                    | Кирнос                                                | Федір                                                 | Григорович                                            | -                                                     | рядовий                                               | 15-09-1943                                            |
| 19                                                    | Китайський                                            | Леонід                                                | Самійлович                                            | -                                                     | курсант                                               | 28-02-194                                             |
| 20                                                    | Козавчинський                                         | Сергій                                                | Порфирійович                                          | -                                                     | рядовий                                               | 05-02-1942                                            |
| 21                                                    | Колесниченко                                          | Павло                                                 | Наумович                                              | -                                                     | гв. майор                                             | 28-02-1943                                            |
| 22                                                    | Кривоносов                                            | Іван                                                  | Ксенофонтович                                         | 1904                                                  | гв. рядовий                                           | 27-02-1943                                            |
| 23                                                    | Крижановський                                         | Пантелій                                              | Олексійович                                           | 1901                                                  | рядовий                                               | 06-03-1942                                            |
| 24                                                    | Латишев                                               | Лаврентій                                             | Петрович                                              | 1911                                                  | ст. сержант                                           | 28-02-1943                                            |
| 25                                                    | Масленников                                           | Семен                                                 | Федорович                                             | 1909                                                  | рядовий                                               | 26-02-1943                                            |
| 26                                                    | Медведєв                                              | Іван                                                  | Пилипович                                             | 1916                                                  | заст. політрука                                       | 18-02-1942                                            |
| 27                                                    | Назаренко                                             | Павло                                                 | Пилипович                                             | 1901                                                  | рядовий                                               | березень 1943                                         |
| 28                                                    | Окунев                                                | Федір                                                 | Матвійович                                            | 1920                                                  | рядовий                                               | 15-09-1943                                            |
| 29                                                    | Плотников                                             | Олександр                                             | Іванович                                              | -                                                     | рядовий                                               | 17-09-1943                                            |
| 30                                                    | Попов                                                 | Григорій                                              | Никифорович                                           | 1920                                                  | рядовий                                               | 30-08-1943                                            |
| 31                                                    | Рукін                                                 | Семен                                                 | Єгорович                                              | 1922                                                  | рядовий                                               | 26-02-1942                                            |
| 32                                                    | Сабіна                                                | Василь                                                | Данилович                                             | -                                                     | рядовий                                               | 15-09-1943                                            |
| 33                                                    | Семенов                                               | Пилип                                                 | Іванович                                              | 1900                                                  | рядовий                                               | 18-09-1943                                            |
| 34                                                    | Стовбун                                               | Олександр                                             | Гаврилович                                            | -                                                     | рядовий                                               | 16-04-1943                                            |
| 35                                                    | Стрілець                                              | Михайло                                               | Миколайович                                           | -                                                     | рядовий                                               | 12-09-1943                                            |
| 36                                                    | Сунцов                                                | Віктор                                                | Матвійович                                            | -                                                     | рядовий                                               | 17-09-1943                                            |
| 37                                                    | Тарасенко                                             | Тит                                                   | Михайлович                                            | -                                                     | капітан                                               | 27-01-1942                                            |
| 38                                                    | Тютюнник                                              | Кирило                                                | Іванович                                              | 1919                                                  | сержант                                               | 19-02-1942                                            |
| 39                                                    | Уткін                                                 | Іван                                                  | Єремійович                                            | 1914                                                  | мол. політрук                                         | березень 1942                                         |
| 40                                                    | Фірсов                                                | Іван                                                  | Кирилович                                             | 1919                                                  | лейтенант                                             | 02-03-1942                                            |
| 41                                                    | Чернявський                                           | Семен                                                 | Логвинович                                            | 1919                                                  | гв. мол. лейтенант                                    | 26-02-1943                                            |
| 42                                                    | Чичнєва                                               | Лідія                                                 | Федорівна                                             | 1905                                                  | рядовий                                               | 28-02-1943                                            |
| 43                                                    | Шевцов                                                | Сергій                                                | Іванович                                              | -                                                     | рядовий                                               | 06-03-1944                                            |

Список загиблих воїнів, чиї імена були встановлені пізніше за Книгою Пам’яті України
1.	Артемов (Артемков) Фрол Митрофанович, рядовий. Тяжко поранений, перебував на лікуванні у ППГ № 177. Розстріляний есесівцями 28.02.1943 р. 
2.	Байтенсуб Токен,  1920 р.н. Єфрейтор, сапер 59 інж.-саперного батальйону. Загинув 17.09.1943. 
3.	Батмін Афанасій Миколайович, гвардії рядовий. Тяжко поранений, перебував на лікуванні у ППГ № 177. Розстріляний есесівцями 28.02.1943 р. 
4.	Борисов Дмитро Семенович, рядовий. Тяжко поранений, перебував на лікуванні у ППГ № 177. Розстріляний есесівцями 28.02.1943 р. 
5.	Ботов А.І., військове звання невідоме. Тяжко поранений, перебував на лікуванні у ППГ № 177. Розстріляний есесівцями 28.02.1943 р. 
6.	Бужев Андрій Григорович, рядовий. Тяжко поранений, перебував на лікуванні у ППГ № 177. Розстріляний есесівцями 28.02.1943 р. 
7.	Булатов Олександр Якович, рядовий. Тяжко поранений, перебував на лікуванні у ППГ № 177. Розстріляний есесівцями 28.02.1943 р. 
8.	В’ялов Іван Арсентійович, 1907 р.н., сержант. Загинув 18.01.1942 р. 
9.	Гриднєв Володимир Павлович, рядовий. Тяжко поранений, перебував на лікуванні у ППГ № 177. Розстріляний есесівцями 28.02.1943 р. 
10.	Давиденко Олександр Сергійович, рядовий. Загинув 12.02.1942 р. 
11.	Давлятов (Давлетов) Бутта (Бута) Давлятович. 1918 р.н.,  рядовий, сапер 59 інж.-саперного батальйону 1 Українського фронту. Загинув 17 вересня 1943 року. Був похований у с. Братолюбівка, згодом перепохований у с. Михайлівка. 
12.	Дмитрієв Микита Кузьмич, старшина. Тяжко поранений, перебував на лікуванні у ППГ № 177. Розстріляний есесівцями 28.02.1943 р.
13.	Дмитрієва Марія Олексіївна, рядовий. Тяжко поранена, перебувала на лікуванні у ППГ № 177. Розстріляний есесівцями 28.02.1943 р.
14.	Євдокимов Іван Андрійович, рядовий. Тяжко поранений, перебував на лікуванні у ППГ № 177. Розстріляний есесівцями 28.02.1943 р. .
15.	Єфимов Іван Петрович, рядовий. Тяжко поранений, перебував на лікуванні у ППГ № 177. Розстріляний есесівцями 28.02.1943 р.
16.	Жигулін Іван Олексійович, рядовий. Тяжко поранений, перебував на лікуванні у ППГ № 177. Розстріляний есесівцями 28.02.1943 р.
17.	Казанський Микола Васильович, рядовий. Тяжко поранений, перебував на лікуванні у ППГ № 177. Розстріляний есесівцями 28.02.1943 р.
18.	Катаєв Володимир Якович, рядовий. Тяжко поранений, перебував на лікуванні у ППГ № 177. Розстріляний есесівцями 28.02.1943 р.
19.	Клемьонов С.В. Тяжко поранений, перебував на лікуванні у ППГ № 177. Розстріляний есесівцями 28.02.1943 р. 
20.	Колесников Микола Михайлович, рядовий. Тяжко поранений, перебував на лікуванні у ППГ № 177. Розстріляний есесівцями 28.02.1943 р. 
21.	Крисов Олексій Дмитрович, рядовий. Тяжко поранений, перебував на лікуванні у ППГ № 177. Розстріляний есесівцями 28.02.1943 р.
22.	Кудряшов Василь Дмитрович, 1920 р.н. Лейтенант. Потрапив до ворожого полону. Після катувань у травні 1943 року розстріляний у к-пі с. Сосипатрівка (нині Довгове). 
23.	Кузьминський Яків Миколайович, рядовий. Тяжко поранений, перебував на лікуванні у ППГ № 177. Розстріляний есесівцями 28.02.1943 р.
24.	Моргунов Петро Іванович, 1903 р.н. Дата загибелі невідома. 
25.	Муллін Валентин Олександрович, 1920 р.н. Лейтенант. Потрапив до ворожого полону. Після катувань у травні 1943 року розстріляний у к-пі с. Сосипатрівка (нині Довгове). 
26.	Нижевков, Іван Митрофанович, рядовий. Тяжко поранений, перебував на лікуванні у ППГ № 177. Розстріляний есесівцями 28.02.1943 р. 
27.	Паранін Михайло Семенович, рядовий. Тяжко поранений, перебував на лікуванні у ППГ № 177. Розстріляний есесівцями 28.02.1943 р.
28.	Петрушев Іван Стефанович, рядовий. Тяжко поранений, перебував на лікуванні у ППГ № 177. Розстріляний есесівцями 28.02.1943 р.
29.	Степанов Василь Федорович, рядовий. Тяжко поранений, перебував на лікуванні у ППГ № 177. Розстріляний есесівцями 28.02.1943 р.
30.	Терьохін Олексій Олександрович, рядовий. Тяжко поранений, перебував на лікуванні у ППГ № 177. Розстріляний есесівцями 28.02.1943 р.
31.	Ткачов Олександр Пилипович, рядовий. Тяжко поранений, перебував на лікуванні у ППГ № 177. Розстріляний есесівцями 28.02.1943 р.
32.	Туманов Якрам,  1918 р.н.,  рядовий, сапер 59 інж.-саперного батальйону.  Загинув 17 вересня 1943 року. Був похований у с.Братолюбівка, згодом перепохований у с. Михайлівка. 
33.	Туменгаєв (Туменчаєв) Селькан, рядовий. Тяжко поранений, перебував на лікуванні у ППГ № 177. Розстріляний есесівцями 28.02.1943 р.
34.	 Усов Іван Миколайович, рядовий. Тяжко поранений, перебував на лікуванні у ППГ № 177. Розстріляний есесівцями 28.02.1943 р.
35.	Харченко І.Л., військове звання невідоме. Тяжко поранений, перебував на лікуванні у ППГ № 177. Розстріляний есесівцями 28.02.1943 р.
36.	Цаткін Данило Семенович, лейтенант. Тяжко поранений, перебував на лікуванні у ППГ № 177. Розстріляний есесівцями 28.02.1943 р.
37.	Чернишков Ілля Іванович, рядовий. Тяжко поранений, перебував на лікуванні у ППГ № 177. Розстріляний есесівцями 28.02.1943 р.
38.	Чулков Василь Йосипович, рядовий. Тяжко поранений, перебував на лікуванні у ППГ № 177. Розстріляний есесівцями 28.02.1943 р.
39.	Янчук Євдоким Петрович, рядовий. Тяжко поранений, перебував на лікуванні у ППГ № 177. Розстріляний есесівцями 28.02.1943 р.